# 모토초시역
모토초시역(일본어: 本銚子駅, もとちょうしえき)은 일본 지바현 조시시에 있는 조시 전기 철도선의 역이다.

## 역 구조
단선 승강장 1면 1선의 지상역으로 역사는 목조 단층 건물로 간단한 역무실과 대합실이 병설되어 있다.
역의 인근에는 조시 시립 시미즈 초등학교가 있다, 2007년 12월까지는 통학 시간에만 역무원을 배치하였으나 합리화로 2008년 이후 아시카지마 역들은 완전 무인화되었다.

## 역 주변
- 아사마・아타고 신사
- 요시다 토오고 종식비
- 조시 시립 시미즈 초등학교
- 조시 아타고 우체국

## 역사
- 1913년: 조시 유람 철도 조시 유람선의 역으로 노선과 함께 건설.
  - 12월 28일: 개업.
- 1917년 11월 20일: 조시 유람 철도의 해산에 따라 노선 폐지로 인하여 영업 종료.
- 1923년 7월 5일: 조시 철도 조시 철도선의 역으로 재개업 및 역사 신설.
- 1948년 8월 20일: 기업 재건 정비법에 의한 조시 전기 철도의 설립으로 이날 해산한 조시 철도로 양도하였고, 조시 전기 철도의 역으로 영업 개시.
- 2008년 1월 1일: 완전 무인화.
- 2017년 8월 26일 ~ 27일: 일본 텔레비전 "24시간 티비 40"의 프로젝트로 역사가 개수됨.

## 사진

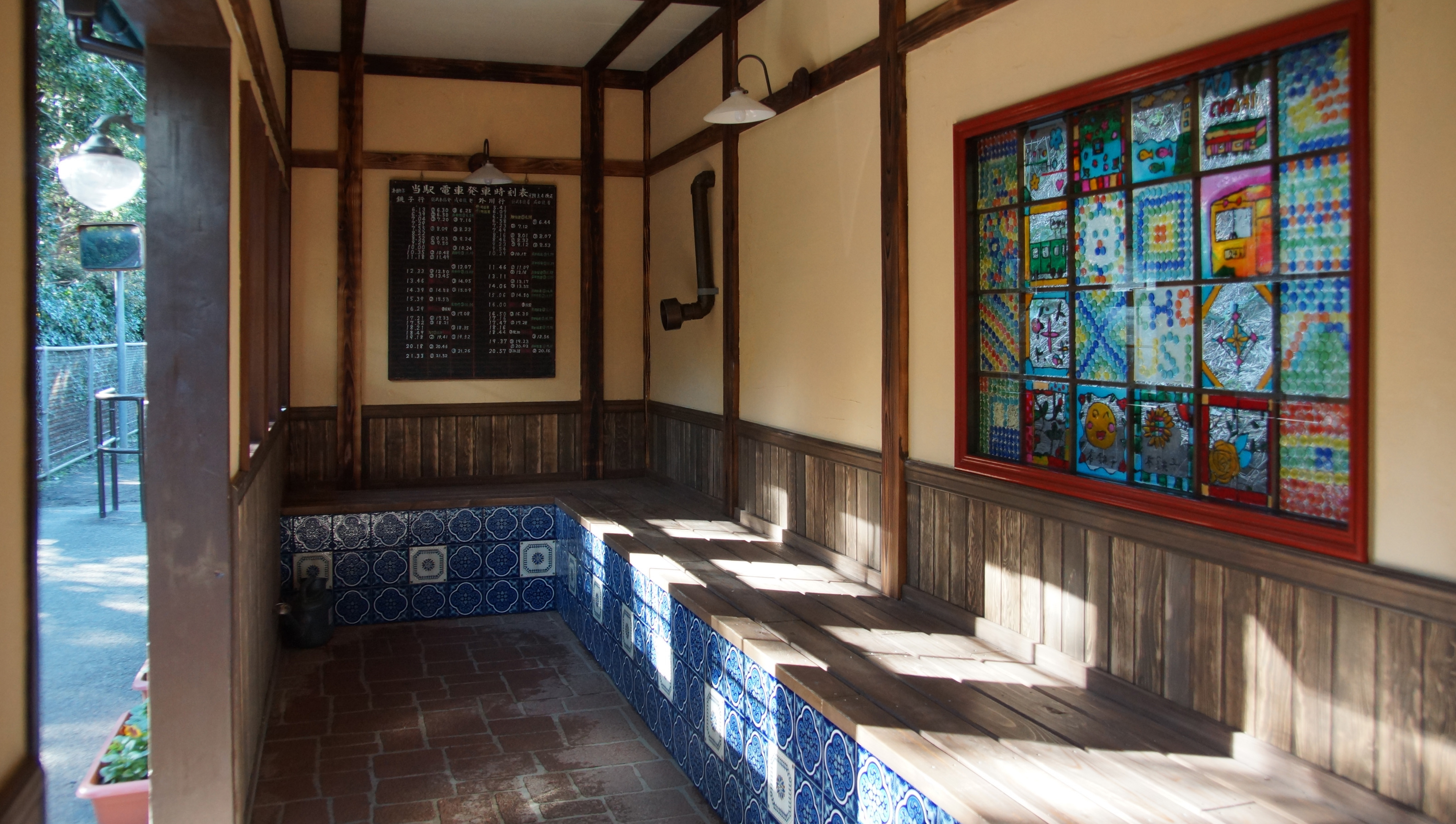
대합실

## 인접역
| 조시 전기 철도 ■ 조시 전기 철도선 | 조시 전기 철도 ■ 조시 전기 철도선 | 조시 전기 철도 ■ 조시 전기 철도선 |
| --------------------------------- | --------------------------------- | --------------------------------- |
| 간논 조시 방면                    |                                   | 가사가미쿠로하에 도카와 방면      |